# King’s Road (St. Augustine–Ft. Barrington)
Die King’s Road von St. Augustine (Florida) nach Ft. Barrington, Georgia war im 18. und 19. Jahrhundert der wichtigste Landverkehrsweg zwischen den Dreizehn Kolonien im Norden und Ostflorida im Süden. Die 126 Meilen (ca. 203 km) lange Verbindung durch das sumpfige küstennahe Flachland war für die damalige Zeit eine bemerkenswerte Ingenieursleistung, weshalb sie als geschichtliches Denkmal der Ingenieurtechnik gilt.

## Geschichte
Nachdem dem Ende des Siebenjährigen Krieges gelangte die spanische Kolonie Florida 1763 an Großbritannien. Der britische Gouverneur James Grant fand in der neuen Kolonie Ostflorida kaum Siedler vor. Um die Besiedlung zu beschleunigen und den Handel zu verbessern befahl er deshalb den Bau einer Straße von der Provinzhauptstadt St. Augustine nach Ft. Barrington, die in den Jahren 1766 bis 1775 erbaut wurde. Landvermesser, Ingenieure und Baumeister mussten sich unter ständiger Bedrohung von umherstreifenden Banditen durch malariaverseuchte Sümpfe kämpfen, um die erste befestigte Straße der Region zu errichten. Die stellenweise bis zu 16 Fuß (ca. 5 m) breite Straße musste zahlreiche Flüsse und Bäche überqueren. Der Straßenbelag bestand aus gebrochenem Kalkstein oder Holzplanken. Die Straße blieb bis ins 20. Jahrhundert der Hauptverkehrsweg zwischen Florida und Georgia.